# Wilhelm Kleeberg
Wilhelm Kleeberg (geboren 29. April 1890; gestorben 28. April 1970 in Hannover) war ein deutscher Publizist und Heimatforscher, plattdeutscher Dichter und Redakteur. Seine Verdienste um die Erfassung und Erhaltung von Windmühlen brachten ihm den Beinamen „Mühlenvater“ ein.

## Leben
Kleeberg wuchs in Ostfriesland auf und lebte später in Hannover. Etwa ab der Mitte der 1920er Jahre – zeitweilig in Aurich wirkend – beteiligte er sich mit eigenen mundartlichen Dichtungen an den Radio-Sendungen der Nordischen Rundfunk AG in Hamburg sowie dem NORAG-Nebensender Hannover. Daneben arbeitete er als Zeitungsredakteur.
Um 1933 legte Kleeberg eine rund 25 Jahre umfassende Sammlung von Zeitungsausschnitten an, die später – beginnend mit dem Jahr 1913 – über Umwege im Niedersächsischen Landesarchiv (Abteilung Hannover) archiviert und erschlossen wurden.
Nach dem Zweiten Weltkrieg veröffentlichte Kleeberg Beiträge in Zeitschriften und Zeitungen wie beispielsweise Unser Ostfriesland oder Friesische Heimat. Zudem wirkte er als Schriftleiter der Niedersächsischen Heimatbund-Zeitschrift Heimatland.
1963 wurde Wilhelm Kleeberg, der zeitweilig in Burgdorf wirkte, mit der Verleihung des Niedersächsischen Verdienstkreuzes geehrt.

## Schriften
Wilhelm Kleeberg verfasste Bühnenstücke, schuf Lyrik und Prosa sowie regionalkundliche und kulturgeschichtliche Schriften und ostfriesisch-mundartliche Dichtungen, darunter:
- Das Marinelazarett Hamburg. Ein ernster und heiterer Rückblick, mit Bildern von A. Hacker, 1920
- De Ring. Ein ostfriesisches Heimatspiel in drei Aufzügen, plattdeutsch bearbeitet von C. Fischer, 1920 oder 1930
- Gib mir das Licht! Ein Drama aus Ostfrieslands Vergangenheit in vier Akten. Nach Motiven des Romans ten Broek von H. J. Korte, 1924
- Spökeree. Een lüstig Spöl up ostfreesk Platt in veer Bedriefen, Selbstverlag, 1929
- Mühlengeschichte des Landkreises Burgdorf (= Schriften des Niedersächsischen Heimatbundes e.V., Neue Folge Band 35) (= Veröffentlichungen des Niedersächsischen Amtes für Landesplanung und Statistik, Reihe A, 2te Neue Folge, Bd. 35), Hannover [-Linden]: Niedersächsischer Heimatbund, 1958; Inhaltsverzeichnis
- Niedersächsische Mühlengeschichte, Hrsg.: Vereinigung zur Erhaltung von Wind- und Wassermühlen in Niedersachsen e.V., Detmold: Hermann Bösmann, 1964
  - verbesserter Nachdruck, 3. Auflage, hrsg. vom Niedersächs. Landesverwaltungsamt, Denkmalpflege, und der Vereinigung zur Erhaltung von Wind- und Wassermühlen in Niedersachsen e.V., Hannover: Schlüter, 1979, ISBN 978-3-87706-175-6 und ISBN 3-87706-175-3; Inhaltsverzeichnis
  - Neudruck der Ausgabe von 1979, Verden: Goldenstein, [2000], ISBN 978-3-00-006785-3 und ISBN 3-00-006785-X; Inhaltsverzeichnis

## Archivalien
Archivalien von und über Wilhelm Kleeberg finden sich beispielsweise
- als Text Wie alt bin ich? Das Haus auf dem Försterberg bei Burgdorf vom Juli 1951 im Stadtarchiv Burgdorf[6]
- als Zeitungsausschnittsammlung des Niedersächsischen Landesverwaltungsamtes Kleebergs für die Laufzeit von 1913 bis 1959 im Niedersächsischen Landesarchiv (Abteilung Hannover), Archivsignatur NLA HA ZGS 2/1[5]